# Who Let the Dogs Out
"Who Let the Dogs Out" é um single da banda Baha Men lançado em 2000 pela Edel Records. Essa canção é um hit da banda, atingindo a 40 posição na Billboard Hot 100.
Ganhou uma versão brasileira do grupo brasileiro Bonde do Tigrão intitulado "Só As Cachorras"

## Paradas Musicais
| Parada Musical (2000–2001)    | Performance |
| ----------------------------- | ----------- |
| (ARIA)                        | 1           |
| (Ö3 Austria Top 40)           | 26          |
| (Ultratop 50 Flanders)        | 7           |
| (Ultratop 40 Wallonia)        | 27          |
| (RPM)                         | 14          |
| (Tracklisten)                 | 6           |
| (Suomen virallinen lista)     | 18          |
| (SNEP)                        | 60          |
| (Media Control Charts)        | 6           |
| (IRMA)                        | 2           |
| (Dutch Top 40)                | 3           |
| New Zealand (RIANZ)           | 1           |
| (VG-lista)                    | 3           |
| (Sverigetopplistan)           | 3           |
| (Schweizer Hitparade)         | 6           |
| (The Official Charts Company) | 2           |
| Billboard Hot 100             | 40          |

### Parada da década
| País/Parada (2000–2009)        | Posição |
| ------------------------------ | ------- |
| UK Top 100 Songs of the Decade | 28      |

## Críticas
Em uma votação realizada em 2007 pela revista Rolling Stone sobre as 20 canções mais irritantes da história (the 20 most annoying songs) esta canção ficou ranqueada na 3a posição. O site Spinner.com elaborou, em 2008, a lista "Top 20 Worst Songs Ever" (as 20 piores canções de sempre), e esta canção ficou na 1a posição. Em 2010, o crítico musical Matthew Wilkening, da AOL Radio colocou esta canção na 2a posição da sua lista "the 100 Worst Songs Ever".